# Lidingö landskommun
Lidingö landskommun var en kommun i Stockholms län.

## Administrativ historik
Den bildades 1863 i Lidingö socken i Danderyds skeppslag i Uppland.
1910 ombildades den landskommunen till Lidingö köping.
Hela landskommunens område ingår sedan 1971 i Lidingö kommun.